# Calophasia sinaica
Calophasia sinaica är en fjärilsart som beskrevs av Edward P. Wiltshire 1948. Calophasia sinaica ingår i släktet Calophasia och familjen nattflyn. Inga underarter finns listade i Catalogue of Life.